# Kladkivka, Kulîkivka
Kladkivka (în ucraineană Кладьківка) este o comună în raionul Kulîkivka, regiunea Cernihiv, Ucraina, formată numai din satul de reședință.

## Demografie
Componența lingvistică a comunei Kladkivka
     Ucraineană (96,3%)
     Rusă (2,99%)
     Alte limbi (0,6%)
Conform recensământului din 2001, majoritatea populației comunei Kladkivka era vorbitoare de ucraineană (96,3%), existând în minoritate și vorbitori de rusă (2,99%).